# Script.aculo.us

script.aculo.us — JavaScript-библиотека для разработки пользовательского интерфейса веб-приложений, построенная на фреймворке Prototype.
Обычно используется программистами вместе с Ruby on Rails, однако также доступен в виде отдельной библиотеки, и присутствует в составе некоторых других каркасов для разработки сайта.
Была создана Томасом Фукс в процессе работы над веб-интерфейсом инструмента цифрового управления активами Fluxiom компании Wollzelle, впервые был опубликован в июне 2005 года.

## Возможности
script.aculo.us использует Prototype в качестве фундамента и добавляет усовершенствованные методы работы с AJAX-запросами, класс под названием Builder для манипуляций с DOM-элементами, а также инструменты для создания специальных эффектов любой сложности.

### Визуальные эффекты
Существуют пять основных эффектов script.aculo.us: Opacity, Scale, MoveBy, Highlight, и Parallel. Кроме них насчитывается более 16 дополнительных эффектов, которые подключаются с помощью дополнительных модулей. Программисты могут также расширить список новыми эффектами.
Для активации эффекта необходимо указать идентификатор элемента ID и одну строку кода с указанием необходимой функции. Ниже приведён пример для функции Effect.Fade, применяемой к DOM-элементу с идентификатором 'id_of_element'. Этот код приведёт к постепенному исчезновению (увеличению прозрачности) элемента, вплоть до полной невидимости с помощью CSS стиля display:none.
```
new
 
Effect
.
Fade
(
'id_of_element'
);

```

Также можно указать параметры эффекта: продолжительность и границы воздействия. Следующий пример приведёт к увеличению прозрачности элемента с остановкой на 80 % полного эффекта (с прозрачностью 20 %).
```
new
 
Effect
.
Fade
(
'id_of_element'
,
 
{
 
duration
:
2.0
,
 
from
:
0.0
,
 
to
:
0.8
 
});

```

### Класс Builder
Builder позволяет динамически создавать DOM-элементы. Использование образца кода ниже:
```
element
 
=
 
Builder
.
node
(
'div'
,{
id
:
'ghosttrain'
},[

  
Builder
.
node
(
'div'
,{
className
:
'controls'
,
style
:
'font-size:11px'
},[

    
Builder
.
node
(
'h1'
,
'Ghost Train'
),

    
"testtext"
,
 
2
,
 
3
,
 
4
,

    
Builder
.
node
(
'ul'
,[

      
Builder
.
node
(
'li'
,{
className
:
'active'
,
 
onclick
:
'test()'
},
'Record'
)

    
]),

  
]),

]);

```

создаёт следующий код (без переносов строк):
```
<
div
 
id
=
"ghosttrain"
>

 
<
div
 
class
=
"controls"
 
style
=
"font-size:11px"
>

   
<
h1
>
Ghost Train
</
h1
>

     testtext234
     
<
ul
>

       
<
li
 
class
=
"active"
 
onclick
=
"test()"
>
Record
</
li
>

     
</
ul
>

  
</
div
>

</
div
>

```

## Использование
Включение script.aculo.us в веб-сайт требует копирования всех javascript-файлов и добавления следующих строк в начало HTML-документа:
```
<
script
 
src
=
"javascripts/prototype.js"
 
type
=
"text/javascript"
></
script
>

<
script
 
src
=
"javascripts/scriptaculous.js"
 
type
=
"text/javascript"
></
script
>

```

Эти скрипты должны быть загружены перед любым вызовом функций Prototype или script.aculo.us. После загрузки функции библиотек можно вызвать в любом javascript-теге, в том числе и в обработчиках событий.